# 전화번호 할당 계획
전화번호 할당 계획(telephone numbering plan)은 전화번호를 신청자에게 할당하고 전화 호출 경로를 망에서 우회하는 데 쓰이는 원거리 통신의 계획이다.

## 구조

### 지역 번호
지역번호는 장거리 전화를 위해 전화번호 할당 계획에 의해 설정된 번호이다. 미국에서는 1947년에 벨시스템에 의해서 처음 제정되었다. 미국의 지역번호는 지역코드(Area Code)라고도 불리며 3단위의 숫자로 되어 있다. 800의 번호는 특별히 지역과 관계없고 요금이 부과되지 않는 톨프리(Toll Free)의 특수 번호로 쓰인다.

## 넘버링 플랜 인디케이터
넘버링 플랜 인디케이터(Numbering plan indicator, NPI)는 ITU 표준 Q.713 3.4.2.3.3항에 정의된 숫자이다. 2004년 기준으로 다음의 플랜과 넘버링 플랜 인디케이터 값들이 정의되어 있다:
| NPI | 설명       | 표준           |
| --- | ---------- | -------------- |
| 0   | 알 수 없음 |                |
| 1   | ISDN 통화  | E.164          |
| 2   | 일반       |                |
| 3   | 데이터     | X.121          |
| 4   | 텔렉스     | F69            |
| 5   | 해상 이동  | E.210 및 E.211 |
| 6   | 육상 이동  | E.212          |
| 7   | ISDN/이동  | E.214          |

## 같이 보기
- 전화번호
- 대한민국의 전화번호 체계